# 1993 à la télévision
| Années de la télévision : 1990 - 1991 - 1992 - 1993 - 1994 - 1995 - 1996    |
| Décennies de la télévision : 1960 - 1970 - 1980 - 1990 - 2000 - 2010 - 2020 |

Cet article présente les faits marquants de l'année 1993 à la télévision.

## Évènements
- 1er janvier : Naissance de la chaîne européenne d'information en continu Euronews.
- 6 mars : Naissance de RTL 2, seconde chaîne de télévision de la CLT en Allemagne.
- 8 mars : Naissance de Série Club, première chaîne thématique du Groupe M6, diffusée sur le câble en France.
- juillet : Fin du jeu de TF1 Tournez manège, après 8 années et 2 500 émissions diffusées.
- 5 décembre : Gains du 'Téléthon : 359 millions de francs.
- 6 décembre : Mise en faillite de Télécinéromandie et fin des programmes de la chaîne à péage de Suisse romande.

## Émissions
- Comment c'est fait ? (France 2)
- Taratata (France 2)
- Zone interdite (M6)
- Tout est possible (TF1)
- Fort Boyard (France 2)
- Les Minikeums (France 3)
- Témoin numéro 1 (TF1)
- La Petite Vie (Québec)
- Le Magazine de l'emploi (France 2)
- Un pour tous (France 2)

## Séries télévisées
- 10 février : Diffusion de Beverly Hills sur TF1.
- 17 février : Diffusion de L'Instit sur France 2.
- 19 mai : Diffusion de la série Le Rebelle sur la chaîne câblée Canal Jimmy.
- 8 juillet : Diffusion de Les Dessous de Palm Beach sur TF1.
- 1er septembre : Diffusion de Highlander, tous les mercredis sur TF1.
- 6 septembre : Début de la série d'animation Les Aventures de Sonic aux États-Unis.
- 10 septembre : Début de la série culte X-Files aux États-Unis avec l'épisode pilote Nous ne sommes pas seuls.
- 19 septembre : Code Quantum sur M6
- 14 septembre : Diffusion de Docteur Quinn, femme médecin sur M6.
- 23 octobre : M6 commence la diffusion de Classe mannequin.
- 20 décembre : Début de diffusion de Spirou sur Canal J.
- 23 décembre : Première diffusion de Sailor Moon en France sur TF1 dans le Club Dorothée.

## Feuilletons télévisés
- 22 février : diffusion de l'épisode pilote de la série Babylon 5.
- 28 juin : diffusion des huit épisodes du feuilleton Le Château des oliviers sur France 2.
- 9 juillet : diffusion du feuilleton Les Grandes Marées sur TF1.

## Principales naissances
- 28 janvier : Daniel Manche, acteur américain.
- 19 février : Victoria Justice, actrice américaine.
- 22 mars : Mick Hazen, acteur américain.
- 9 avril : Rayane Bensetti, acteur français.
- 13 mai : Debby Ryan, actrice américaine.
- 27 décembre : Olivia Cooke, actrice britannique.

## Principaux décès
- 18 février : Patrick Roy, animateur de radio et de télévision français (° 17 avril 1952).
- 26 février : Constance Ford, actrice américaine (° 1er juillet 1923).
- 4 septembre : Hervé Villechaize, acteur français (° 23 avril 1943).
- 12 septembre : Raymond Burr, acteur canadien (° 21 mai 1917).
- 8 août : Harry Bellaver, acteur américain (° 12 février 1905).
- 17 août : Pierre Desgraupes, journaliste et homme de télévision français (° 18 décembre 1918).
- 3 novembre : John Lupton, acteur américain (° 23 août 1928).
- 21 novembre : Bill Bixby, acteur et réalisateur américain mondialement connu pour son rôle du Dr David Banner dans la série L'incroyable Hulk (° 22 janvier 1934).
- 18 décembre : Sam Wanamaker, acteur et directeur américain (° 14 juin 1919).